# Ferrières-lès-Scey
Ferrières-lès-Scey ist eine Gemeinde im französischen Département Haute-Saône in der Region Bourgogne-Franche-Comté.

## Geographie
Ferrières-lès-Scey liegt auf einer Höhe von 213 m über dem Meeresspiegel, drei Kilometer ostsüdöstlich von Scey-sur-Saône-et-Saint-Albin und etwa 11 km westlich von Vesoul (Luftlinie). Das Dorf erstreckt sich im zentralen Teil des Departements, in einer Mulde am nördlichen Rand des Saônetals.
Die Fläche des 6,20 km² großen Gemeindegebiets umfasst einen Abschnitt des mittleren Saône-Tals. Die südliche Grenze verläuft stets entlang der Saône, die hier einen nach Süden ausgreifenden Bogen zeichnet. Die Alluvialniederung der Saône liegt durchschnittlich auf 207 m und weist eine Breite von ungefähr zwei Kilometern auf. Der Fluss ist zur Wasserstraße ausgebaut, wobei die Schleife bei Ferrières durch einen Seitenkanal mit Schleuse abgeschnitten wird. Die fruchtbaren Böden der Talebene werden überwiegend landwirtschaftlich genutzt.
Vom Flusslauf der Saône erstreckt sich das Gemeindeareal nordwärts über die Talaue auf das angrenzende Plateau. Diese Hochfläche, die gegen Norden leicht ansteigt, besteht aus einer Wechsellagerung von kalkigen und sandig-mergeligen Sedimenten der oberen Jurazeit. Sie wird durch das Tal des Ruisseau de la Fontaine l’Hermite untergliedert, das bei Ferrières die Saôneniederung erreicht. Das Plateau ist von der ausgedehnten Waldung der Forêt du Chanois bedeckt. Mit 322 m wird auf einer Anhöhe in diesem Wald die höchste Erhebung von Ferrières-lès-Scey erreicht.
Nachbargemeinden von Ferrières-lès-Scey sind Port-sur-Saône im Norden, Vauchoux im Osten, Chemilly und Chassey-lès-Scey im Süden sowie Scey-sur-Saône-et-Saint-Albin im Westen.

## Geschichte

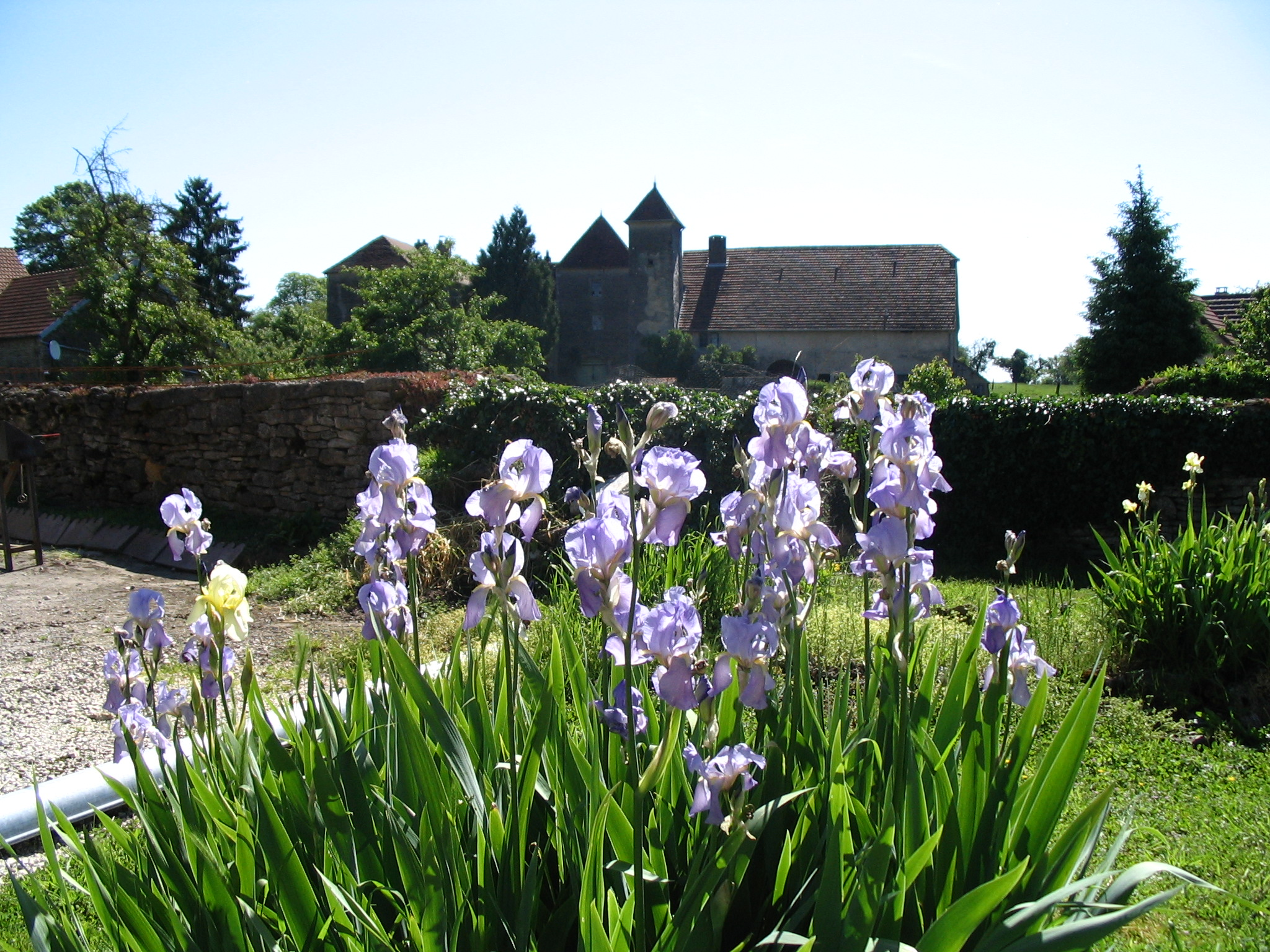
Schloss

Erstmals urkundlich erwähnt wird Ferrières im Jahr 1193. Im Mittelalter gehörte das Dorf zur Freigrafschaft Burgund und darin zum Gebiet des Bailliage d’Amont. Zusammen mit der Franche-Comté gelangte Ferrières mit dem Frieden von Nimwegen 1678 definitiv an Frankreich. Schon früh wurde hier Eisenerz abgebaut und verhüttet. Heute ist Ferrières-lès-Scey Mitglied des 22 Ortschaften umfassenden Gemeindeverbandes Communauté de communes des Combes.

## Sehenswürdigkeiten
Zu den Sehenswürdigkeiten des Ortes zählen der Brunnen, der 1829 errichtet wurde und auf einer Seite von einem Portikus im neoklassizistischen Stil flankiert wird, sowie ein Calvaire aus dem 16. Jahrhundert. Das ehemalige Schloss stammt aus dem 16. Jahrhundert.

## Bevölkerung
| Jahr                       | 1962 | 1968 | 1975 | 1982 | 1990 | 1999 |
| Einwohner                  | 125  | 107  | 107  | 123  | 142  | 140  |
| Quellen: Cassini und INSEE |      |      |      |      |      |      |

Mit 131 Einwohnern (1. Januar 2022) gehört Ferrières-lès-Scey zu den kleinen Gemeinden des Département Haute-Saône. Nachdem die Einwohnerzahl in der ersten Hälfte des 20. Jahrhunderts deutlich abgenommen hatte (1896 wurden noch 202 Personen gezählt), wurde seit Mitte der 1970er Jahre wieder ein leichtes Bevölkerungswachstum verzeichnet.

## Wirtschaft und Infrastruktur
Ferrières-lès-Scey war bis weit ins 20. Jahrhundert hinein ein vorwiegend durch die Landwirtschaft (Ackerbau, Obstbau und Viehzucht) und die Forstwirtschaft geprägtes Dorf. Heute gibt es einige Betriebe des lokalen Kleingewerbes, insbesondere ein Unternehmen des Baugewerbes. In den letzten Jahrzehnten hat sich das Dorf zu einer Wohngemeinde gewandelt. Viele Erwerbstätige sind deshalb Wegpendler, die in den größeren Ortschaften der Umgebung und im Raum Vesoul ihrer Arbeit nachgehen.
Die Ortschaft liegt abseits der größeren Durchgangsachsen an einer Departementsstraße, die von Port-sur-Saône nach Scey-sur-Saône führt.